# 자본도피
자본도피(資本逃避, capital flight)는 국내 인플레나 통화불안 또는 과중한 세부담(稅負擔)으로 인해 자국통화의 가치하락이 예견(환평가 절하따위)될 때, 또는 자국통화의 외화에의 전환을 규제·금지하고 있는 경우 자국통화자금을 외화 자금으로 바꾸어 국외로 유출하는 행위를 말한다. 그것은 보통 외국환 외화증권을 사들이는 형태일 때에 많은데 환시세 하락, 국제수지악화 등을 초래하게 되어 어느 나라이건 모두 외환관리법이나 자본도피 방지법 등을 마련하여 이를 단속하고 있다.

## 같이 보기
- 젠트리피케이션
- 두뇌 유출